# Sabrina Carpenter
Sabrina Annlynn Carpenter (Lehigh Valley, 1999. május 11. –) kétszeres Grammy-díjas amerikai énekes-dalszerző és színésznő. Az Island Records művésze. Első ízben a Disney Channel Riley a nagyvilágban (2014–2017) című sorozatának főszereplőjeként vált ismertté, és leszerződött a Disney tulajdonában lévő Hollywood Recordshoz. 2014-ben adta ki debütáló kislemezét, a Can’t Blame a Girl for Trying-et, amelyet az Eyes Wide Open (2015), az Evolution (2016), a Singular: Act I (2018) és a Singular: Act II (2019) című stúdióalbumok követtek. Az Alien, az Almost Love és a Sue Me című kislemezei a Billboard Dance Club Songs listájának élén végeztek.
Carpenter 2021-ben az Island Recordshoz szerződött át, és kiadta a Skin című önálló kislemezét, amely az első belépője lett a Billboard Hot 100-as listáján. Ötödik, Emails I Can’t Send (2022) című albumát a TikTokon népszerűvé vált Nonsense és a Pop Airplay-listavezető Feather dalok népszerűsítették. Ő volt Taylor Swift előzenekara a The Eras Touron 2023-ban. Hatodik albuma, a Short n’ Sweet (2024) lett az első lemeze, amely a Billboard 200-as lista élén debütált, és megjelentek róla az Espresso és a Please Please Please című Billboard Global 200-listavezető dalai. Az Espresso dallal Grammy-díjat is nyert.
Carpenter olyan filmekben szerepelt, mint a Két bébiszitter kalandjai (2016), A gyűlölet, amit adtál (2018), az Egy hosszú utazás rövid története (2019), a Felhők (2020) és a Szitu van (2022). Szerepelt a Netflix A magas lány (2019), A magas lány 2. (2022) és a Más ritmusra (2020) című produkcióiban is, utóbbiaknak ő volt az executive producere. A Broadwayn főszerepet játszott a Mean Girls (2020) című musicalben.

## Élete
1999-ben született a pennsylvaniai Lehigh Valleyben. Két nővére van: Sarah, aki többször is szerepelt a Riley a nagyvilágban című sorozatban mint háttérszereplő és Shannon.
Legelőször 2008-ban, tíz évesen tűnt fel a médiában, amikor Miley Cyrus The Next Miley Cyrus Project nevezetű versenyében 3. helyezett lett, több, mint tízezer jelentkező közül. Carpenternek ez jelentette zenei pályafutása kezdetét, ekkor már tudta, hogy felnőttkorában énekléssel szeretne foglalkozni.

## Karrierje

### 2011-2012: A kezdetek
Legelső szerepét az Esküdt ellenségek: Különleges ügyosztály című sorozatban kapta. Ekkortájt Kína egyik legnagyobb tv-s csatornáján, a Hunan Broadcasting System-en volt látható a Gold Mango Audience fesztiválon. Két évvel később szerepet kapott a Fox The Goodwin Games című sorozatában, mint a fiatal Chloe, továbbá a Disney Channel Gulliver Quinn és az ABC The Unprofessional című tévéfilmjeiben. 2012-ben szerződést kötött a Hollywood Records-szal.

### 2013-2015:Riley a nagyvilágban, első album
2013-ban a fiatal Merrint alakította a Szarvak című thrillerben. Ugyanebben az évben elénekelte a "Smile" című dalt a Disney Fairies: Faith, Trust And Pixie Dust albumra, amely a Csingiling: A szárnyak titka népszerűsítésére készült. Szintén 2013-ban januárban megkapta leghíresebb szerepét, Maya Hartot játszhatta el a Riley a nagyvilágban című Disney-sorozatban. Ez a sorozat az 1993-2000-ig sugárzott A kis gézengúz című ABC-sorozat folytatása. 2014. március 14-én jelent meg legelső saját száma, a "Can't Blame a Girl for Trying". A szám később címadóvá vált az áprilisban megjelent EP-jének. A tini énekesnő 2014-ben a "Stand Out"-ot énekelte a Disney Channel eredeti, Csináld magad szuper pasi című filmjében. 2015 januárjában bejelentették Carpenter főszereplését a Két bébiszitter kalandjai című Disney-filmben, Sofia Carson mellett. Február 22-én jelentette be debütáló albumát, mely az Eyes Wide Open címet kapta. 2015 decemberében Carpenter alakította Wendyt a Peter Pan and Tinker Bell: A Pirate's Christmas című darabban.

### 2015-2017: Evolution
2015. november 5-én Carpenter megmutatta rajongóinak a hamarosan megjelenő karácsonyi számának, a "Christmas the Whole Year Round"-nak a borítóját, egy hétre rá pedig maga a szám is az iTunesra került. 2016. február 19-én megjelent legújabb száma a "Smoke and Fire", melyről így nyilatkozott: „Az egyik legszemélyesebb dalom. A Smoke and Fire volt az első történet, amit már vártam, hogy elmondjak a sok-sok történet közül, ami a második albumomon lesz... Szeretek írni, bárhová is megyek. Mindig leírom a dolgokat, szövegeket, amik inspirálnak engem és amiket a mindennapi életben látok.” A szám azonban végül nem került fel a második albumára.
Az album első kislemeze júliusban jelent meg On Purpose címen. Szeptember 3-án az énekesnő bejelentette, hogy albuma az Evolution címet kapja, majd egy nappal rá az Evolution Turnét is hivatalosan bejelentette. Az album október 14-én jelent meg.
2017 májusában közreműködött a The Vamps-szel és Mike Perryvel egy szám erejéig, mely a Hands címet kapta. Júliusban újabb dal jelent meg, a Why, melyhez a videóklip július 20-án került fel Sabrina hivatalos YouTube-csatornájára.

## Filmográfia

### Film
| Év   | Magyar cím                        | Eredeti cím                                 | Szerep                 | Magyar hang  |
| ---- | --------------------------------- | ------------------------------------------- | ---------------------- | ------------ |
| 2012 |                                   | Noobz                                       | Brittney               |              |
| 2013 | Szarvak                           | Horns                                       | Merrin fiatalon        |              |
| 2018 | A gyűlölet, amit adtál            | The Hate U Give                             | Hailey                 | Csifó Dorina |
| 2019 | Egy hosszú utazás rövid története | The Short History of the Long Road          | Nola                   |              |
| 2019 | A magas lány                      | Tall Girl                                   | Harper Kreyman         | Csifó Dorina |
| 2020 | Más ritmusra                      | Work It                                     | Quinn Ackerman         | Csifó Dorina |
| 2020 | Felhők                            | Clouds                                      | Samantha "Sammy" Brown |              |
| 2022 | A magas lány 2.                   | Tall Girl 2                                 | Harper Kreyman         | Csifó Dorina |
| 2022 | Szitu van                         | Emergency                                   | Maddy                  |              |
| 2024 |                                   | A Nonsense Christmas with Sabrina Carpenter | önmaga                 |              |

### Televízió
| Év        | Magyar cím                               | Eredeti cím                                  | Szerep                   | Megjegyzések                                       |
| --------- | ---------------------------------------- | -------------------------------------------- | ------------------------ | -------------------------------------------------- |
| 2011      | Esküdt ellenségek: Különleges ügyosztály | Law & Order: Special Victims Unit            | Paula                    | 1 epizód                                           |
| 2012      | Phineas és Ferb                          | Phineas and Ferb                             | lány (hangja)            | 1 epizód                                           |
| 2012      |                                          | Gulliver Quinn                               | Iris                     | tévéfilm                                           |
| 2012      |                                          | The Unprofessional                           | Harper                   | tévéfilm                                           |
| 2013–2018 | Szófia hercegnő                          | Sofia the First                              | Vivian hercegnő (hangja) | visszatérő szereplő (16 epizód)                    |
| 2013      |                                          | The Goodwin Games                            | Chloe Goodwin fiatalon   | visszatérő szereplő (6 epizód)                     |
| 2013      | Narancs az új fekete                     | Orange Is the New Black                      | Jessica Wedge            | 1 epizód                                           |
| 2013      | Austin és Ally                           | Austin & Ally                                | Lucy                     | 1 epizód                                           |
| 2014–2017 | Riley a nagyvilágban                     | Girl Meets World                             | Maya Hart                | főszereplő (72 epizód) magyar hangja Pekár Adrienn |
| 2015      |                                          | Radio Disney Family Holiday                  | önmaga (házigazda)       | különkiadás                                        |
| 2016      | Wander, a galaktikus vándor              | Wander Over Yonder                           | Melodie (hangja)         | 1 epizód                                           |
| 2016      | Walk the Prank                           | Walk the Prank                               | önmaga                   | 1 epizód                                           |
| 2016      | Két bébiszitter kalandjai                | Adventures in Babysitting                    | Jenny Parker             | Disney Channel tévéfilm magyar hangja Csifó Dorina |
| 2016–2019 | Milo Murphy törvénye                     | Milo Murphy's Law                            | Melissa Chase (hangja)   | főszereplő (40 epizód) magyar hangja Csuha Borbála |
| 2017      | Soy Luna                                 | Soy Luna                                     | önmaga                   | 1 epizód magyar hangja Molnár Ilona                |
| 2018      |                                          | So Close                                     | Jessica                  | próbaepizód, nem került adásba                     |
| 2018      | Mickey és az autóversenyzők              | Mickey and the Roadster Racers               | Nina Glitter (hangja)    | 1 epizód                                           |
| 2020      | Punk’d – SztÁruló                        | Punk'd                                       | önmaga                   | 1 epizód                                           |
| 2020      |                                          | The Disney Family Singalong: Volume II       | önmaga                   | különkiadás                                        |
| 2020      |                                          | Royalties                                    | Bailey Rouge             | 3 epizód                                           |
| 2024      |                                          | Saturday Night Live                          | önmaga                   | 1 epizód                                           |
| 2025      |                                          | Saturday Night Live 50th Anniversary Special | önmaga, Sophie           | tévéfilm                                           |

### Videójáték
- 2011: Just Dance Kids 2 – edző
- 2025: Fortnite - karakter-kinézet

## Diszkográfia

### Albumok
- Eyes Wide Open (2015)
- Evolution (2016)
- Singular; Act I (2018)
- Singular; Act II (2019)
- Emails I Can’t Send (2022)
- Short n’ Sweet (2024)
- Man’s Best Friend (2025)

### EP-k
- Can't Blame a Girl for Trying (2014)

### Egyéb számok
- Make You Feel My Love (feat. Nathaniel Hawk & Cameron Hawk) (2011)
- Fall Apart (2011)
- Smile (2012)
- I'll Be Home for Christmas (feat. Ali Brustofski & Danielle Lowe) (2012)
- Safe & Sound (2012)
- All You Need (2013)
- It’s Finally Christmas (2013)
- Silver Nights (2014)
- Take On the World (feat. Rowan Blanchard) (2014)
- Stand Out (2014)
- Christmas the Whole Year Round (2015)
- Rescue Me (2015)
- Smoke and Fire (2016)
- Hands (feat. Mike Perry & The Vamps) (2017)
- Why (2017)
- First Love (feat. Lost Kings) (2017)
- Thumbs (2017)
- Alien (2018)
- Almost Love (2018)
- You're A Mean One, Mr. Grinch (feat. Lindsey Stirling) (2018)
- Paris (2018.)

## Turnék

### Saját
- Evolution Tour (2016-2017)
- The De-Tour (2017)
- Singular Tour (2019)
- Emails I Can't Send Tour (2022-2023)
- Short n' Sweet Tour (2024-2025)

### Nyitóelőadóként
- Miranda Cosgrove: Miranda Cosgrove Summer Tour (2012)
- Ariana Grande: Dangerous Woman Tour (2017)
- The Vamps: UK Arena Tour (2017)
- Taylor Swift: The Eras Tour (2023-2024)

## További információ
- Hivatalos oldal
- Sabrina Carpenter a Facebookon
- Sabrina Carpenter az Internetes Szinkronadatbázisban (magyarul)
- Sabrina Carpenter az Internet Movie Database-ben (angolul)
- Sabrina Carpenter a Rotten Tomatoeson (angolul)